# اوژن ساویتسکایا
اوژن ساویتسکایا (به فرانسوی: Eugène Savitzkaya) شاعر و رمان‌نویس قرن بیستم میلادی اهل فرانسه است.